# Offoy (Somme)
 Offoy  es una población y comuna francesa, en la región de Picardía, departamento de Somme, en el distrito de Péronne y cantón de Ham.

## Geografía
Se sitúa en el norte de Francia a corta distancia de la frontera con Bélgica y a unos 100 kilómetros a noreste de París. Ubicado en el valle del Somme, entre Voyennes y Eppeville, el pueblo está conectado por la carretera departamental 17 (RD 17).

## Demografía
| 232 | 202 | 212 | 231 | 230 | 224 |
| Para los censos de 1962 a 1999 la población legal corresponde a la población sin duplicidades (Fuente: INSEE [Consultar]) |     |     |     |     |     |